# آل هادي (مأرب)

تعديل مصدري - تعديل

آل هادي هي إحدى قرى عزلة ال شبوان بمديرية مأرب التابعة لمحافظة مأرب، بلغ تعداد سكانها 232 نسمة حسب تعداد اليمن لعام 2004.